# Minden-Koblenzer Chaussee
Koordinaten: 52° 17′ 16,8″ N, 8° 55′ 0,7″ O
Die Minden-Koblenzer Chaussee wurde zwischen 1816 und 1828 in mehreren Etappen gebaut und sollte die preußischen Garnisonsstädte Minden und Koblenz auf kürzestem Weg miteinander verbinden. Sie führte über Lippstadt, Erwitte, Meschede und Olpe.
Der nördliche Teil der Chaussee von Minden bis Rheda-Wiedenbrück wurde später als Reichsstraße (heute Bundesstraße) 61 nummeriert, der anschließende Teil bis Olpe entspricht der heutigen Bundesstraße 55, während der südliche Streckenabschnitt von Olpe über Freudenberg und Kirchen nicht zur Reichsstraße erhoben wurde.

## Meilensteine
Die Minden-Koblenzer Chaussee war – wie andere preußische Staatschausseen auch – durch von Karl Friedrich Schinkel entworfene Meilensteine markiert. Im Abstand von je einer preußischen Meile wurden Vollmeilensteile in Form eines mannshohen Obelisken mit zwei seitlichen steinernen Ruhebänken errichtet, zwischen denen glockenförmige Halbmeilensteine und kleinere Viertelmeilensteine gesetzt wurden.
Die erhaltenen Meilensteine wurden vom Landschaftsverband Westfalen-Lippe zum „Denkmal des Monats“ Juni 2024 erklärt.

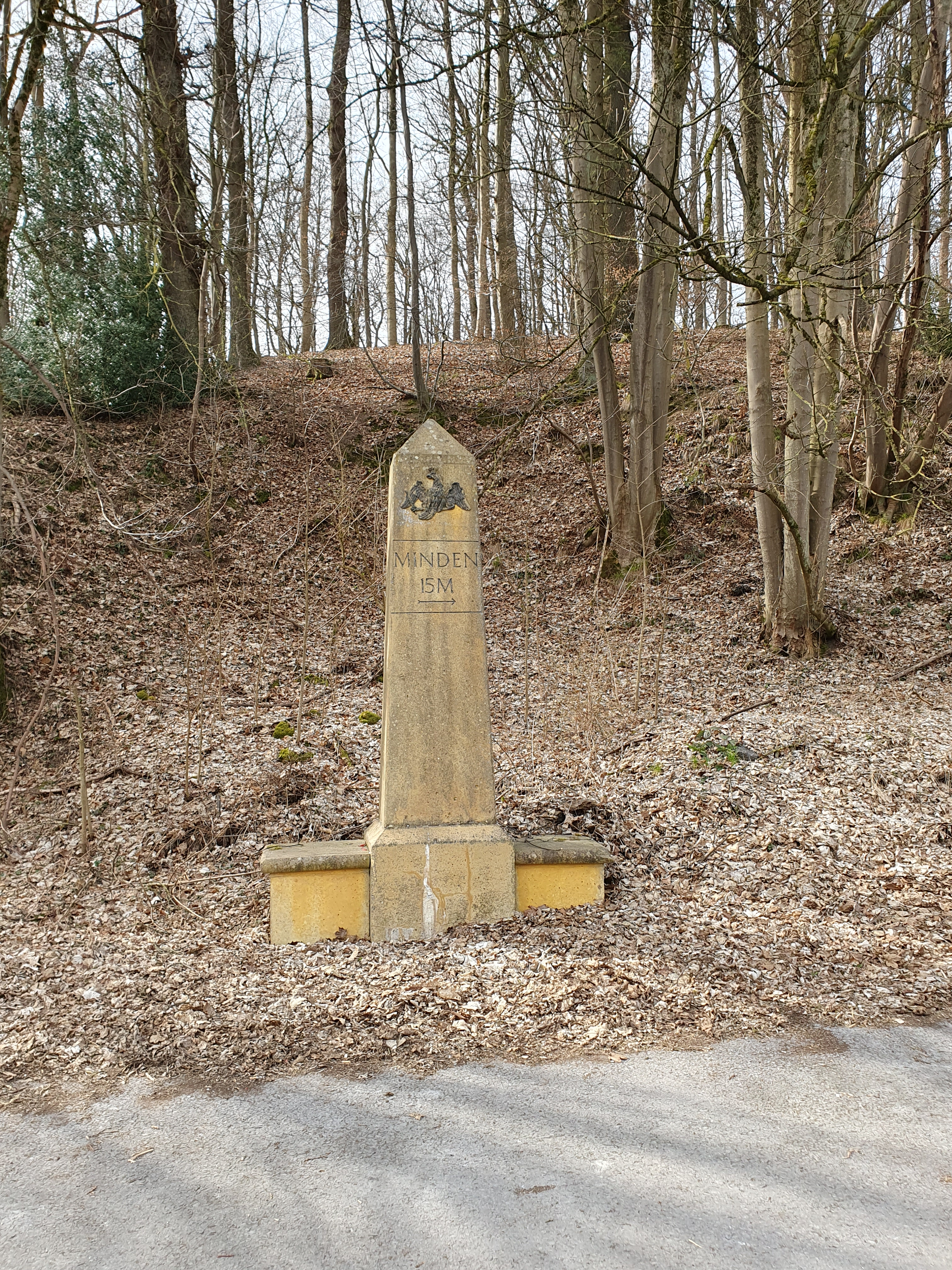
Vollmeilenstein südlich von Belecke mit der Angabe „Minden 15 M“
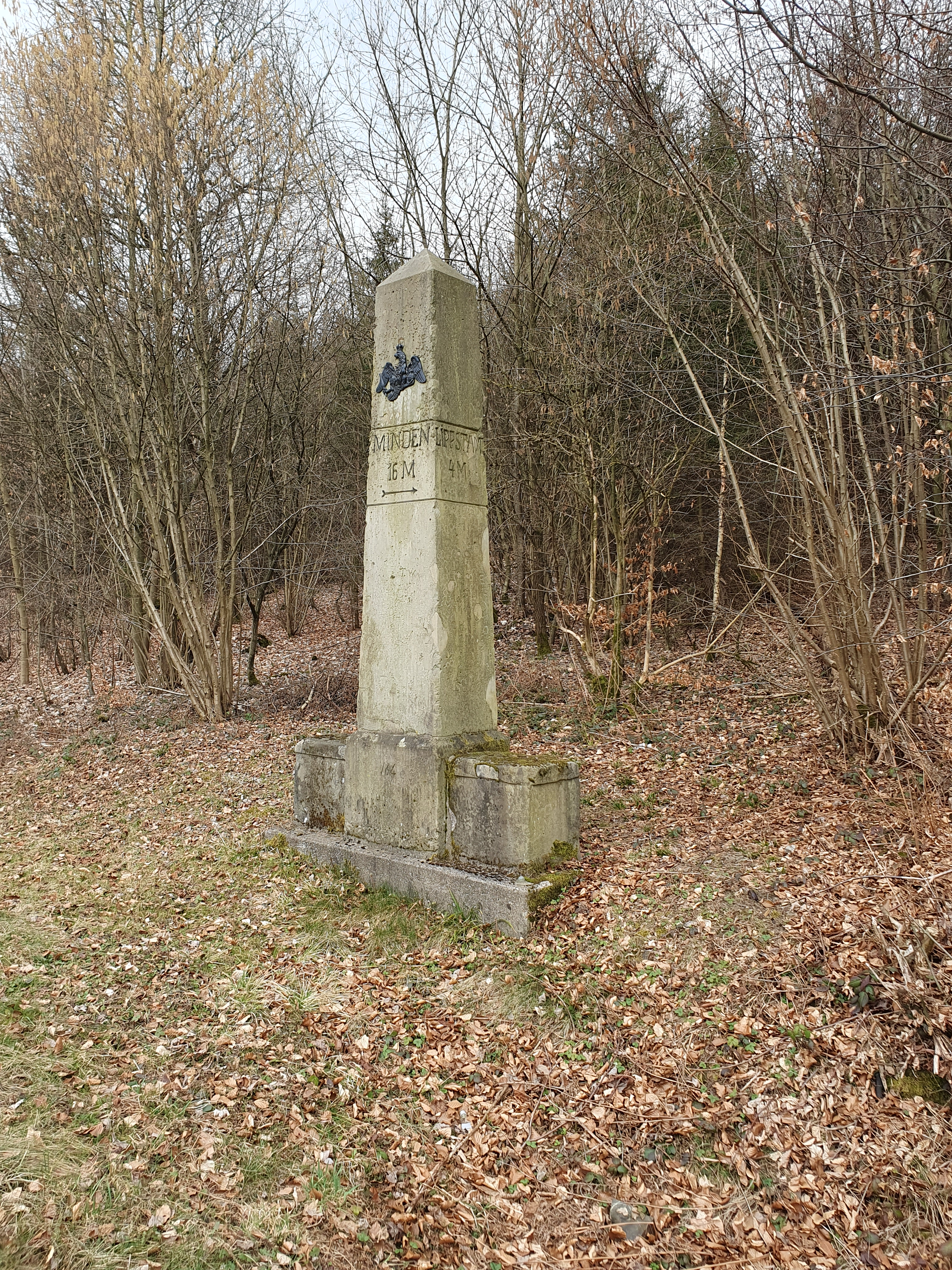
Vollmeilenstein südlich von Warstein mit der Angabe „Minden 16 M“. An der Seite: „Lippstadt 4 M“.
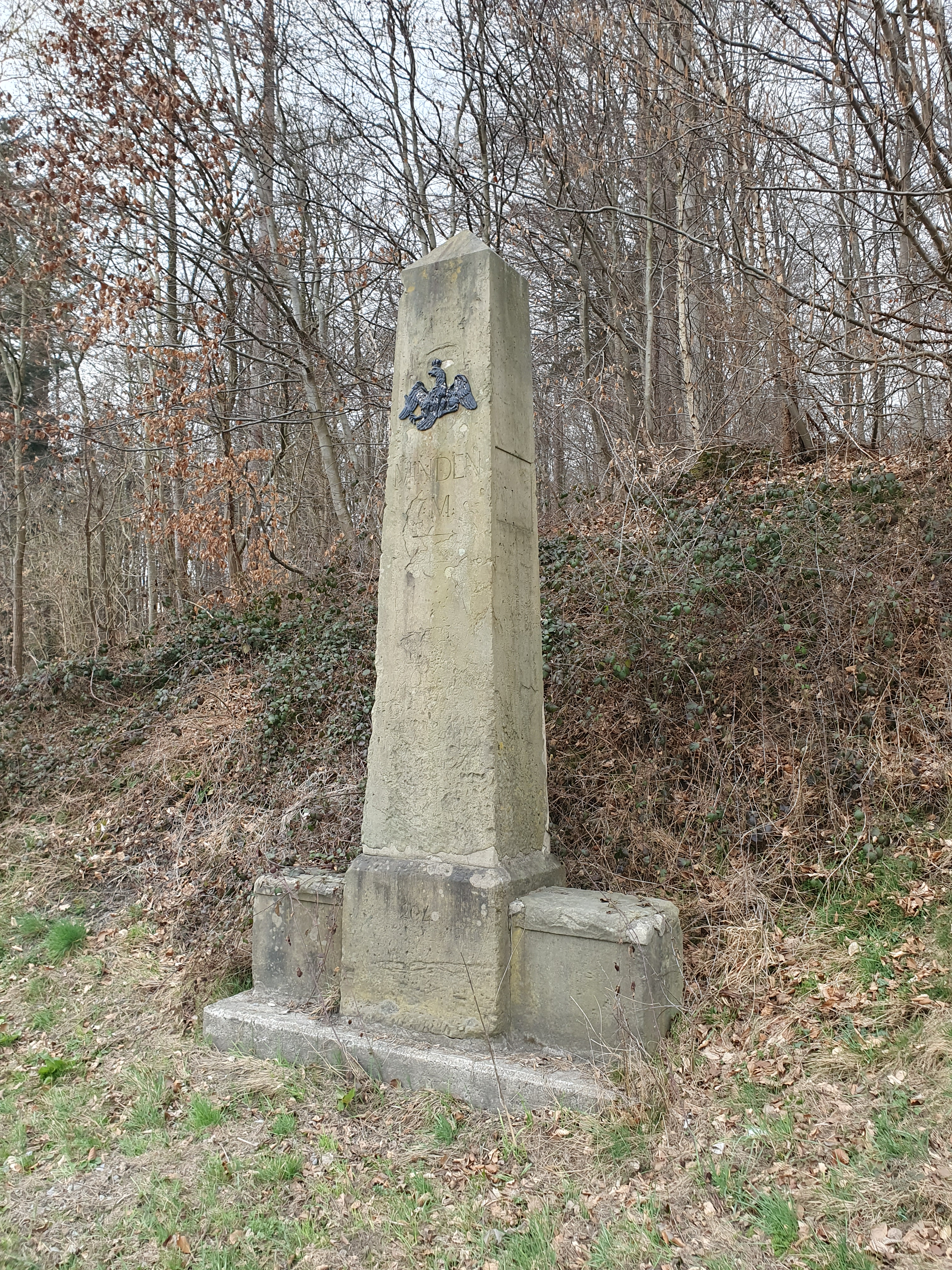
Vollmeilenstein südlich von Meschede mit der Angabe „Minden 17 M“
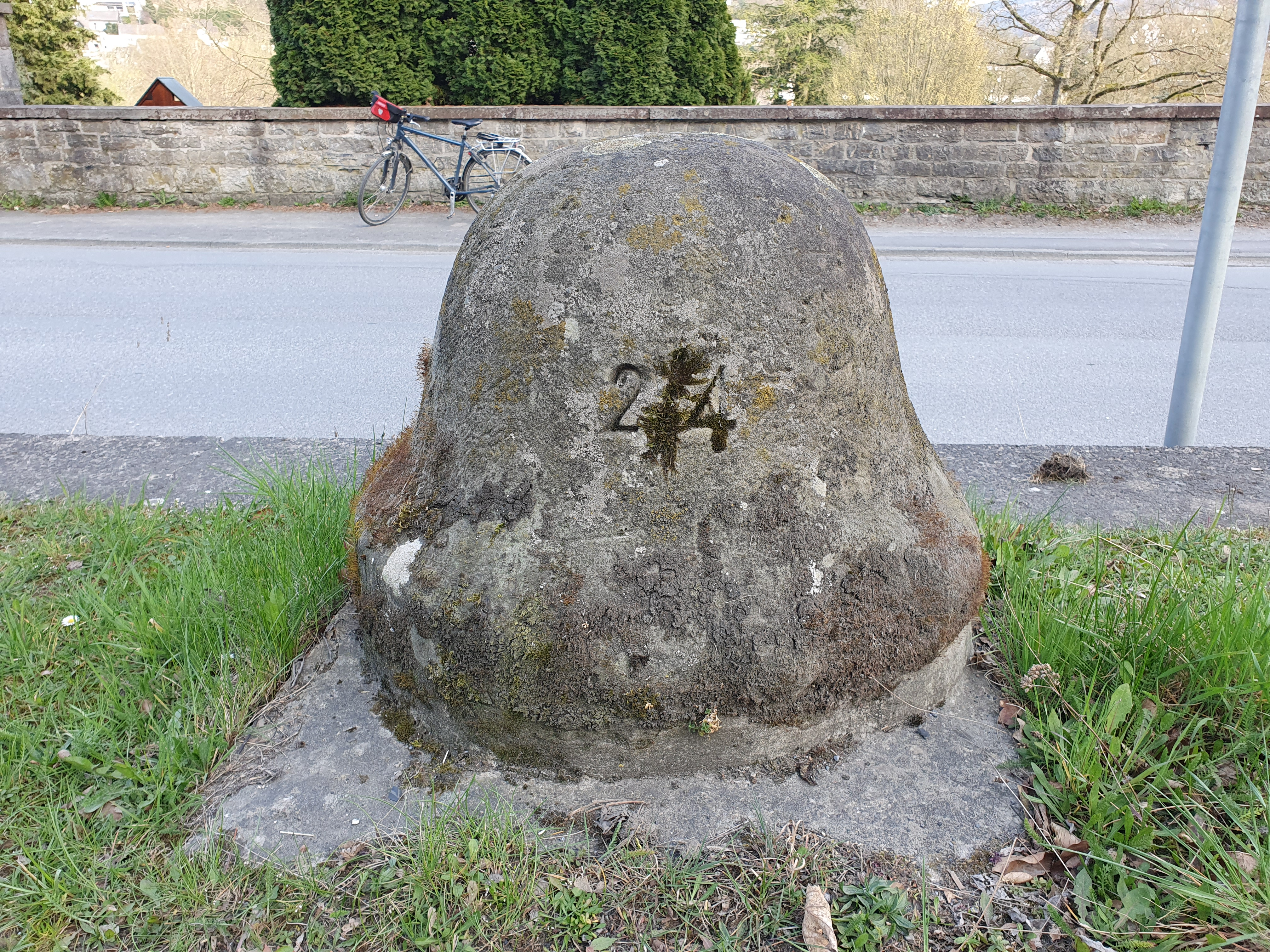
Viertelmeilenstein am nördlichen Ortseingang von Meschede mit der Beschriftung „2/4“
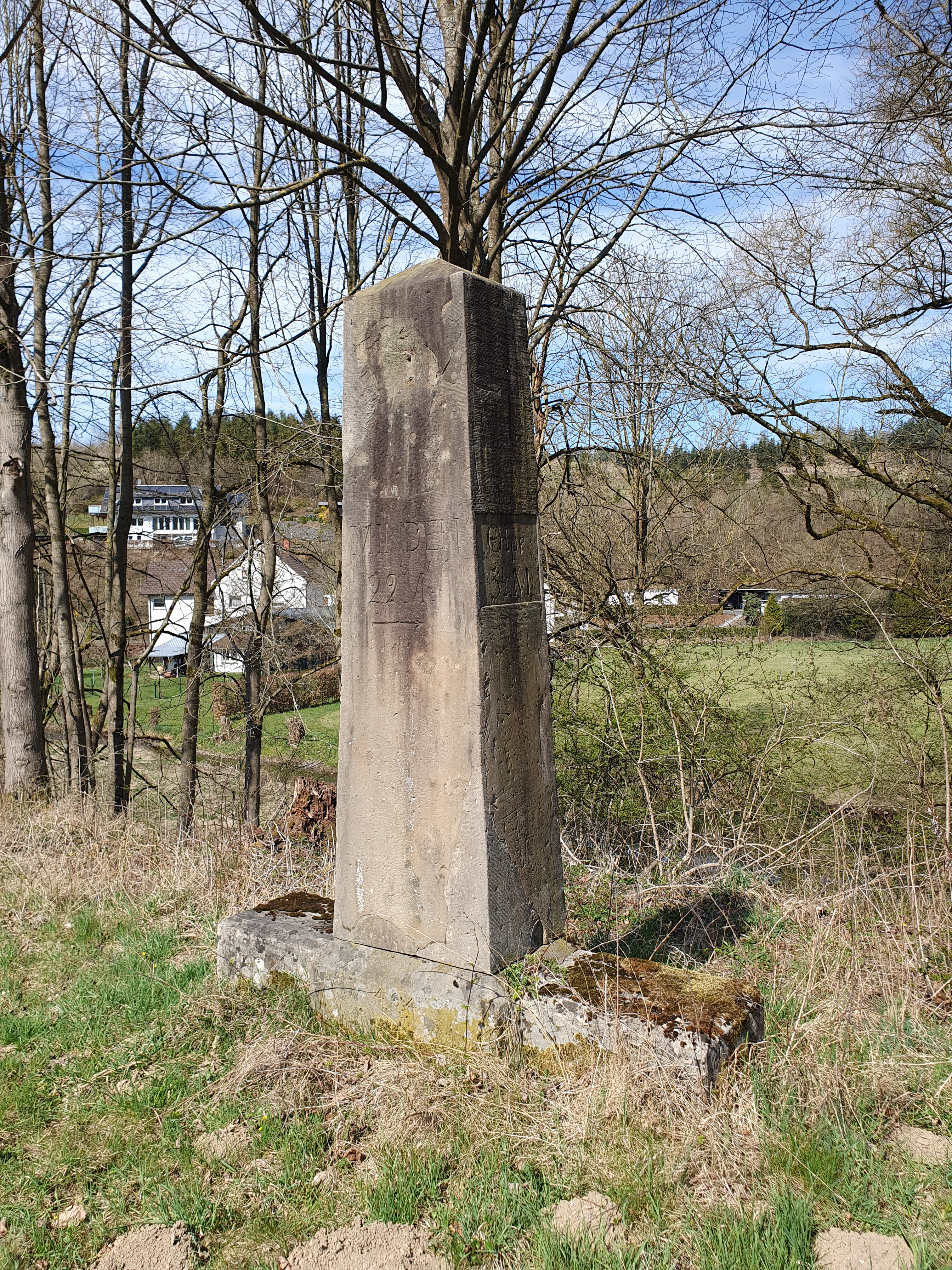
Vollmeilenstein nördlich von Elspe mit der Angabe „Minden 22 M“. An der Seite: „Olpe 3 1/2 M“.